# 3位決定戦
3位決定戦（さんいけっていせん）とは、主に4チーム以上が参加するトーナメント方式の競技において行われる試合で、3位とそれ以下を決める順位決定戦である。
英語ではthird-place play off（サード・プレイス・プレーオフ）、またはbronze medal game（ブロンズ・メダル・ゲーム）という。

## 概要
決勝に進出する上位2チーム（2名）が決定した後に、決勝進出者の次点者が複数あり、その次点者間の成績が客観的に優劣を付けられない場合に行う3位を決定するための試合。
主にトーナメントにおいて準決勝で敗れた者同士で行われる試合、またはリーグ戦予選グループが2つの場合のグループリーグの2位チーム同士で行う試合で、勝った方が3位となる。
- トーナメント方式における3位決定戦とその例

トーナメント方式の競技の場合に、決勝戦に勝ち残った2チームの優劣（順位付け）は当該2チームの直接対決で決まり、「決勝戦勝者＝1位」、「決勝戦敗者＝2位」となる。ここで更に3位を決定する必要がある際に、準決勝で敗退した2チームは当該チームの直接対決が無く、当該チーム間の優劣を客観的に判断するのは不可能である。そのため準決勝敗退2チーム（決勝進出者の次点者2チーム）間で3位決定戦を行う。例えば全国大会出場枠3つをかけたA県での予選トーナメント大会において、決勝戦進出の2チームを選出した後に3番目のチームを決める際に、準決勝で敗退した2チーム間で3位決定戦を行う。
- リーグ戦方式における3位決定戦とその例

リーグ戦形式の競技において予選グループが2つであり、それぞれの1位チームで決勝戦を行う場合にも同じく、決勝戦対戦チーム間で、「決勝戦勝者＝1位」、「決勝戦敗者＝2位」となる。（もしくはここでの2チームが上位の大会等への出場権を獲得する等で決勝戦が行われない場合もある）ここで更に全体で3位を決定する必要がある際に、予選リーグ2位チーム（決勝進出者の次点者2チーム）間での3位決定戦を行う。1998年FIFAサッカーワールドカップ・アジア予選の最終予選で日本代表チームが戦ったプレーオフ(3位決定戦)がこれに該当する。最終予選は本大会出場枠3.5をかけて2つのグループリーグに分かれて行われた。3.5枠というのは、上位3位は出場権獲得、4位はオセアニア地区との大陸間プレーオフで勝った場合に出場というものである。それぞれのグループ1位であるサウジアラビアと韓国は自動的に出場権を獲得し、グループ2を2位で通過した日本は、同じくグループ1を2位で通過したイランとプレーオフを行い、日本が勝利し本大会への初出場を決めた。（ジョホールバルの歓喜）　敗れたイランは4位となり、オセアニア地区のオーストラリアとの大陸間プレーオフ（1998FIFAワールドカップ・大陸間プレーオフ（AFC-OFC））に回った。結果イランが勝利し、アジアからは4チームが本大会（1998FIFAワールドカップ）に出場した。
- 特殊な例

通常は3位に相当する1チーム（1名）を決めるが、特殊な例としてはオリンピックの柔道競技のように準々決勝以降の敗退者間による敗者復活変則トーナメントを行い、3位に相当する2チーム（2名）を決めるものもある。この場合に3位決定戦の勝者は2チームあるため敗者は5位となる。また、国民スポーツ大会なぎなた競技では、試合競技・演技競技それぞれに順位に応じた得点を付与し、その合計で総合順位を決定するため、8位までを決める必要があり、準々決勝の敗者同士で5位 - 8位決定予備戦を行い、その勝者同士で5位決定戦、敗者同士で7位決定戦を行う。
- 3位決定戦の意義付け、重要度

3位決定戦は、準決勝で一度敗れたチーム同士の「3位‐4位決定戦」であり、ここでの勝利によって「4番目以内」という評価から「明確な3番目」に昇格して評価される意味を持つ。3位を決定する必要が無い場合や、準決勝敗退者両者を、またはグループリーグ2位両者を3位とする場合には3位決定戦は行われない。
一般に3位決定戦の重要度は、この試合に勝つことによる報酬（インセンティブ）の大きさと比例する。3位になることにより、次に進出する上位の大会に出場できる場合（上記ジョホールバルの歓喜等）、次回開催時の出場権やシード権が得られる場合、1チームにしか与えられない銅メダルが付与される場合等は重要度が増す。重要度が低い場合は、その大会における3位決定戦不要論が出る場合もあり、廃止になる場合もある。
一方で3位を決めるということは4位(または4位以下)をも決めるということである。4チームによるトーナメントにおける3位決定戦は最下位決定戦でもあり、こちらも重要度が増す場合がある。

## 3位決定戦が行われている大会
- FIFAワールドカップ
- FIFA女子ワールドカップ
- FIFAクラブワールドカップ（準々決勝敗者による5位決定戦も行われる）
- ラグビーワールドカップ
- オリンピック競技（一部）
  - サッカー
  - 柔道（敗者復活戦も兼ねる）
  - バスケットボールほか
- FIBAバスケットボール・ワールドカップ
- バレーボール世界選手権
- ハンドボール男子世界選手権
- ホッケー・ワールドカップ
- 国民スポーツ大会競技（一部）
- 日本選手権水泳競技大会水球競技
- V.LEAGUE（ファイナルステージ）
- 竜王戦（ランキング戦）
- コパ・アメリカ

## 敗者が3位となる3位決定戦
この場合勝者が決勝進出となる場合が多い。
- ステップラダー方式。仮の2位と3位の選手が対戦する。
- ページシステムトーナメント。準決勝の結果による。第1試合（1位対2位）の敗者と、第2試合（3位対4位）の勝者が対戦する。

## 2つのグループの準成績優秀者同士で行われる3位決定戦
- FIFAワールドカップ（1974年、1978年）
第2ラウンド進出の8チームが4チームずつ2グループに分けられ、各グループの1位が決勝戦を行い、各グループの2位チームが3位決定戦を行った。
- アメリカンフットボール・ワールドカップ
大会によって方式が異なる。第2回は完全ノックアウト方式であったが、第1・3・4回はリーグ戦の各グループ2位により3位決定戦を行った。
- 全日本ホッケー選手権大会
4チームずつ2プールに分かれ、各プール1位が決勝戦に進み、各プール2位で3位決定戦を行う。
- 全国女子ラグビーフットボール選手権大会
関東・関西各地区2位のチームで3位決定戦を行う。

## 過去に3位決定戦が行われていた大会
- 都市対抗野球大会（1946年の第17回から1967年の第38回まで）
現在は準決勝で敗退した両チームが3位扱いになり「黄獅子旗」が授与される。
- 全国高等学校サッカー選手権大会（1966年の第45回から1974年の第53回まで）
- 全国高等学校総合体育大会バスケットボール競技大会（1975年の第28回まで）
- 全日本総合バスケットボール選手権大会（1988年の第54回まで）
- UEFA欧州選手権（1980年の第6回まで）
- AFCアジアカップ（2015年の第16回まで）
- bjリーグ（プレーオフ）
- FIFAコンフェデレーションズカップ
- バレーボールプレミアリーグ（プレーオフ）
- 全国高等学校バスケットボール選抜優勝大会
- 天皇杯 JFA 全日本サッカー選手権大会